# Erich von Selle
Erich von Selle (né le 13 août 1908 à Königsberg et mort le 27 février 1976 à Hambourg) est un as de la Luftwaffe pendant la Seconde Guerre mondiale.

## Biographie
Formé initialement dans l'artillerie, Erich von Selle accumula une grande expérience dans différentes unités de la Luftwaffe, avant de devenir instructeur en tactique aérienne à Berlin-Gatow au milieu des années 30. C'est avec le grade de Hauptmann que von Selle est nommé Gruppenkommandeur par intérim du II./JG 27 le 1er janvier 1940 dès la création de ce groupe, poste qu'il conservera le mois entier. Le 1er février, l'officier forma le II./JG 3, qu'il dirigea durant les campagnes de France et d'Angleterre. Il y remporta 7 victoires aériennes, second meilleur score du groupe (juste derrière celui de l'Oberleutnant Franz von Werra), sa dernière le 27 septembre, soit deux jours avant sa mutation à l'État-major de la Nachtjagddivision.
Le pilote rempila le 1er juillet 1941 en succédant au Hauptmann Hubertus von Bonin pour diriger le I./JG 54 alors en opération sur le flanc nord contre les forces soviétiques. Il rendit à nouveau son commandement le 20 décembre, n'ayant ajouté que deux autres petits succès à son palmarès (sans doute en privilégiant un commandement au sol). À 33 ans, l'homme désormais Major se voit maintenant commander la JG 1 forte de quatre Gruppen pour défendre les côtes hollandaises,. Après sept mois à cette fonction,  il rendit les clés de la JG 1 le 27 août 1942 pour passer à l'écolage en dirigeant cette fois la JG 101 jusqu'en mars 1944. L'Oberstleutnant von Selle termina sa carrière dans la Luftwaffe à la tête de la ZG 1 dont il sera le dernier Kommodore, avant la dissolution de son unité à l'été 1944. En septembre enfin, il retournera dans la Heer qu'il avait quittée 11 ans plus tôt jusqu'à la capitulation.

### Vie privée
Il se maria à Harda Jenny Auguste von Langendorff. Le couple a eu trois enfants.